# ヨーゼフ・クライナー
ヨーゼフ・クライナー（Josef Kreiner, 1940年3月15日 - ）は、オーストリアの学者。ボン大学名誉教授。日本シーボルト協会幹事。専攻は東アジア民族学・日本文化研究・沖縄研究。

## 経歴
1940年、オーストリアのウィーン生まれ。ウィーン大学では民族学・日本文化研究・先史考古学を専攻、アレクサンダー・スラヴィク教授の指導を受ける。1961年、東京大学東洋文化研究所へ国費留学。1964年にウィーン大学にて哲学博士号(文学)学位、1968年に教授資格をそれぞれ取得。
- 1969年〜1971年 - ボン大学助教授。
- 1971年〜1977年 - ウィーン大学日本学主任教授。日本学研究所所長。
- 1975年〜1979年 -  欧州日本研究協会(EAJS)会長(2期)。
- 1977年〜2008年 - ボン大学日本学主任教授。日本文化研究所所長。
- 1980年 - オーストリア学術会議通信会員。
- 1981年〜1988年 - ボン大学東洋言語研究所所長（兼任）
- 1987年 - 国立民族学博物館教授に招聘（辞退）
- 1988年〜1996年 - ドイツ連邦政府科学技術省ドイツ日本研究所初代所長（フィリップ・フランツ・フォン・シーボルト財団）
- 1991年 - ヨーロッパ学術会議正会員。
- 1997年 - テュービンゲン大学主任教授に招聘（辞退）
- 1997年 - ボン大学文学部に近現代日本研究センターを設立。センター長（兼任）
- 1997年 - ノルトライン・ウエストファーレン学術会議正会員。
- 1998年 - 関西学院大学名誉博士号授与。
- 2008年 - ボン大学名誉教授。
- 2008年 - 日本シーボルト協会幹事。
- 2008年 -  欧州日本研究教会（EAJS)名誉会員。
- 2005年〜2013年 - 法政大学特任教授。国際日本学研究所所属。
- 2013年 - 法政大学国際日本学研究所客員所員（現在に至る）
- 2015年～2017年 - 東京国立博物館客員研究員

## 受賞歴・叙勲歴
- 1987年　国際交流奨励賞
- 1995年　沖縄文化協会賞比嘉春潮賞
- 1996年　山片蟠桃賞
- 1997年　オーストリア共和国一等科学芸術名誉十字章、ドイツ連邦共和国功労勲章一等功労十字章
- 2003年　国際交流基金賞
- 2004年　ドイツ学術振興会サイボルト賞
- 2006年　旭日中綬章
- 2017年　南海文化賞

## 主な著作

### 単著
- 2000年『江戸・東京の中のドイツ』（講談社学術文庫）
- 2005年『阿蘇に見た日本―ヨーロッパの日本研究とヴィーン大学 阿蘇調査 (自然と文化阿蘇選書―阿蘇一の宮町史)』（一の宮町）
- 2012年『世界の沖縄学－沖縄研究50年の歩み－』（芙蓉書房出版）
- 2017年『加計呂麻島　昭和37年/1962年』クライナー撮影写真集（南方新社）

### 共著
- 1977年『南西諸島の神観念』（住谷一彦との共著、未来社・復刻版1999年）

### 編著
- 1992年『ケンペルのみたトクガワ・ジャパン』（六興出版）
- 1996年『日本民族学の現在』（新曜社）
- 1996年『地域性からみた日本』（新曜社）
- 1996年『ケンペルのみた日本』（NHKブックス・NHK出版）
- 1998年『黄昏のトクガワ・ジャパン―シーボルト父子が見た日本』（NHKブックス・NHK出版）
- 2011年『小シーボルトと日本の考古・民族学の黎明』（同成社）
- 2012年『近代〈日本意識〉の成立 民俗学・民族学の貢献』（東京堂出版）
- 2012年『日本民族の源流を探る―柳田國男『後狩詞記』再考』（三弥井書店）
- 2013年『日本民族学の戦前と戦後 岡正雄と日本民族学の草分け』（東京堂出版）
- 2014年『日本とはなにか 日本民族学の二〇世紀』（東京堂出版）

### 欧文編著(2000年以降)
- Ryukyu in World History, Bonn 2001
- Der russisch-japanische Krieg 1904/05, Bonn 2005
- Kleine Geschichte Japans. (together with Verena Blümmel, Detelev Taranczewski, Günther Distelrath, Christian Oberländer, Regine Matthias, Axel Klein), Stuttgart 2011
- Masao Oka: Kulturschichten in Alt-Japan. Herausgegeben und mit einer Einleitung versehen. Bonn 2012
- Japanese Collections in European Museums I – V, Bonn 2005-2016 (Vol. IV : Buddhist Art together with Tomoe Steineck and Raji Steineck)

### 共編著
- 1984年 A・スラヴィク『日本文化の古層』（住谷一彦と共訳、解説・未来社）
- 1984年『 Japanese Civilization in the Modern World― Life and Society』(Senri Ethnological Studies)(梅棹忠夫・ハルミ・ベフとの共著、国立民族学博物館)
- 1996年 フォン・シーボルト『小シーボルト蝦夷見聞記』（原田信男らと共訳、平凡社東洋文庫）
- 2010年『古代末期・日本の境界―城久遺跡群と石江遺跡群』（吉成直樹、小口雅史との共編・森話社）
- 2016年『Origins of Oka Masao`s  Anthropolpgical scholarship』(石川日出志・佐々木憲一・吉村武彦との共著、ドイツ・ボン大学出版）

## 関連人物
- 岡正雄
- A・スラヴィク
- 梅棹忠夫
- 佐々木高明